# مردان نبرد
مردان نبرد (انگلیسی: Men O' War) سومین فیلم ناطق لورل و هاردی است که در سال ۱۹۲۹ منتشر شد.

## بازیگران
- استن لورل
- اولیور هاردی
- جیمز فینلیسون
- ان کرنوال
- هری برنارد
- بالدوین کوک
- چارلی هال
- گلوریا گری‌یر